# ایتاگویی
ایتاگویی (به اسپانیایی: Itagüí) یک سکونتگاه مسکونی در کلمبیا است که در Aburrá Valley واقع شده‌است.

## خصوصیات
ایتاگویی ۲۱٫۹ کیلومترمربع مساحت و ۲۳۱٬۳۴۰ نفر جمعیت دارد و ۱٬۵۵۰ متر بالاتر از سطح دریا واقع شده‌است.